# Aeroportul Regional El Reno
Aeroportul Regional El Reno (IATA: RQO, ICAO: KRQO, FAA LID: RQO) este un aeroport din Oklahoma, Statele Unite ale Americii ce deservește zona El Reno⁠(d). A fost numit după zona deservită.
Situat la o altitudine de 433 m, aeroportul dispune de 1 pistă.

## Infrastructură

### Piste
Aeroportul dispune de o singură pistă. Pista 17/35 are suprafața de beton și dimensiunile 5.600 picioare × 75 picioare. 